# فوهة الزرقالي

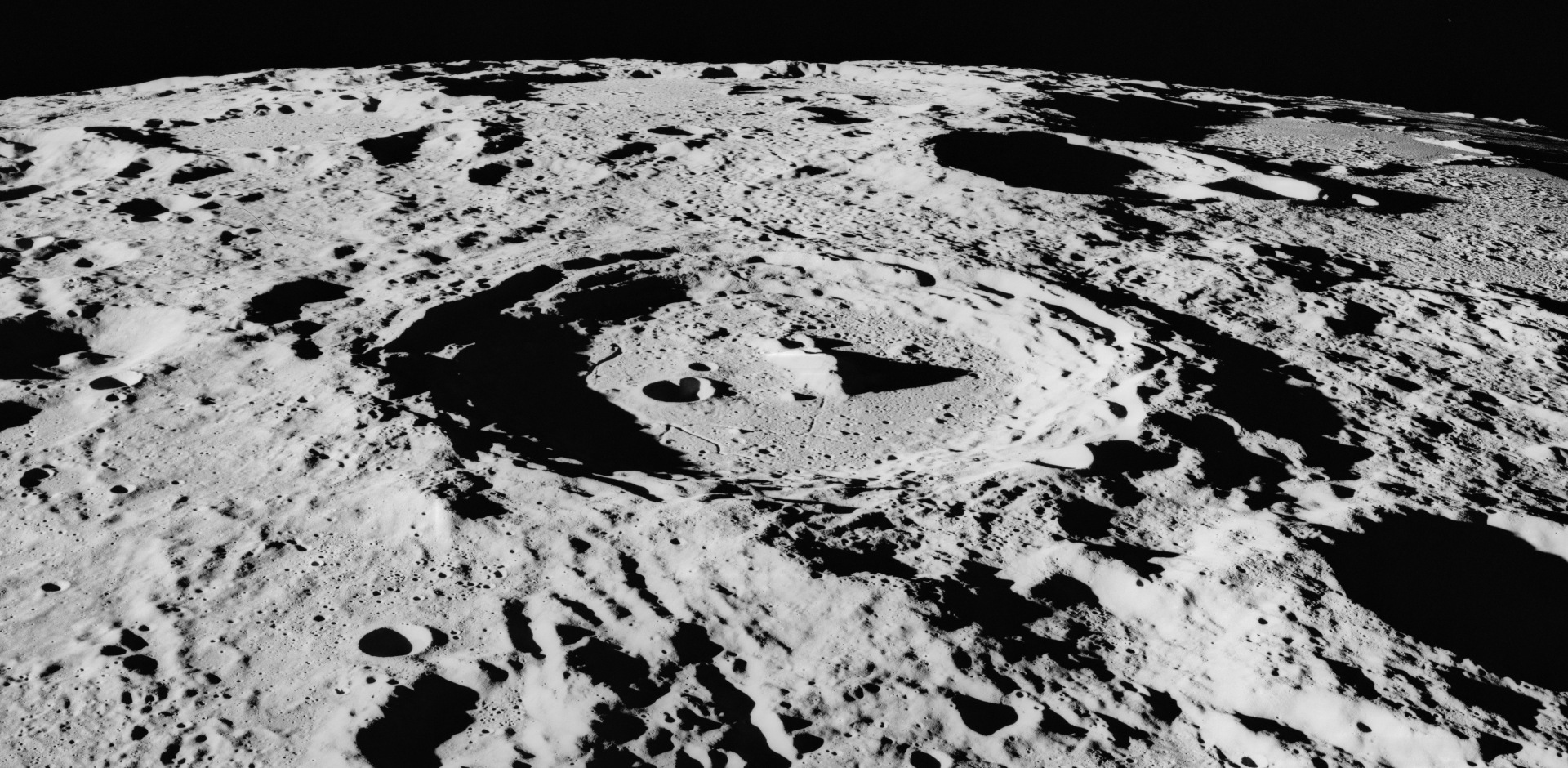
صورة مائلة باتجاه الجنوب لفوهة الزرقالي، صُوِّرَت من أبولو 16

فُوَّهَة الزَّرْقَالِيّ (نسبة إلى الفلكي الأندلسي إبراهيم بن يحيى الزرقالي، بالإنجليزية: Arzachel، وهو الاسم اللاتيني للزرقالي) هي فوهة صدمية تقع في جنوب وسط الوجه الظاهر للقمر.